# Vampire: The Masquerade – Bloodlines
Vampire: The Masquerade – Bloodlines är ett datorrollspel som gavs ut 2004 av Activision och utvecklades av Troika Games. Spelet använder Valves Source-motor, motorn som också används av Half-Life 2.

## Handling
Spelet utspelar sig i Los Angeles och kretsar kring en ny vampyr som blev skapad av en annan vampyr. Dessvärre är det inte tillåtet att göra andra till vampyrer utan lov från Los Angeles-vampyrernas lokala ledare, Sebastian LaCroix, även känd som Prinsen. Spelarens skapare bad aldrig om lov och därmed blev skaparen avrättad. Prinsen låter dock spelaren leva och använder denne till att göra småuppdrag medan man lär känna vampyrsamhället så som det beskrivs i Vampire: The Masquerade.
Handlingen fortsätter sedan med en jakt på en sarkofag som lär innehålla en gammal mäktig vampyr, som kan starta Gehenna, som kan beskrivas som vampyrernas domedag. Spelaren får sedan möjlighet att välja vilken sida hon vill stå på och vem hon vill tro på.

## Spelsystem
Bloodlines använder sig av Vampire: The Masquerades spelsystem när det gäller karaktärsbygge. Man har ett antal poäng att fördela mellan olika färdigheter och "Discipliner". Rollspelselementen kommer fram i spelet i bl.a. dialog och låsdyrkning där en hög förmåga i rätt färdighet ger högre chans att lyckas. Disciplinerna är en annan sorts attack som kan jämföras med magi och har väldigt varierande effekter beroende på vilken klan man tillhör.
Själva spelet är i endera en tredjepersons- eller förstapersonsvy där skjutvapnen hanteras som i en vanlig förstapersonsskjutare och närstriden sköts via tredjepersonsvyn där man slåss genom att trycka på musknappen och varierar attackerna genom att trycka åt ett visst håll.
Spelets områden är indelade i tre olika grupper. 
- Elysium som är en fristad under beskydd av en mäktig vampyr, vilket betyder att inga vapen eller discipliner får användas så länge man befinner sig i Elysium.
- Masquerade är området där vanliga människor befinner sig och där människornas lagar gäller. Om man dödar någon i ett sådant område förlorar man mänsklighet och blir jagad av polisen. Och om man använder sig av övernaturliga krafter när en människa ser en så bryter man mot "maskeradens regler". I spelet betyder det att om man bryter mot maskeraden tillräckligt många gånger så är spelet slut.
- Combat är det område då inga lagar längre gäller och det finns inga konsekvenser spelmässigt för mord längre.

## Musik
I spelet används det flitigt med musik från verkliga artister ofta med musikstilar som metal, techno och rock. Det är en något mörk musik som förstärker känslan av en annan sida av samhället. Musiken används helt i de olika barerna och klubbarna man kommer stöta på i spelet. 

Några av dessa artister är:
- Genitorturers – Lecher Bitch
- Ministry – Bloodlines
- Lacuna Coil – Swamped
- Aerial – Pound
- Darling Violetta – A Smaller God
- Chiasm – Isolated